# UNI CEI EN 16231:2012
La norma UNI CEI EN 16231:2012 è la norma che definisce la "Metodologia di benchmarking dell'efficienza energetica". La norma definisce i requisiti e fornisce raccomandazioni sulla metodologia di benchmarking dell'efficienza energetica. Lo scopo del benchmarking è l'individuazione di dati chiave e indicatori del consumo energetici. Gli indicatori possono essere sia tecnici che comportamentali, qualitativi e quantitativi, e devono essere mirati alla comparazione delle prestazioni. Il benchmarking può essere sia interno (relativo ad una determinata organizzazione) o esterno (tra organizzazioni).
La norma si pone l'obiettivo di dare criteri chiari per definire i confini dell'oggetto che si sta analizzando, con riferimento per esempio a strutture, attività, processi, prodotti, servizi e organizzazioni. Inoltre fornisce indicazioni sui criteri da utilizzare per scegliere gli appropriati livelli di dettaglio per la raccolta delle informazioni, per la loro elaborazione e revisione in accordo con gli obiettivi dell'analisi stessa. Viceversa la norma non fornisce specifici requisiti prestazionali in merito all'uso dell'energia.
Per tutte le attività collegate a processi di miglioramento continuo si deve invece fare riferimento ai sistemi di gestione dell'organizzazione, quali per esempio la UNI CEI EN ISO 50001:2018.